# Zonitoschema pallida
Zonitoschema pallida là một loài bọ cánh cứng trong họ Meloidae. Loài này được Fabricius miêu tả khoa học năm 1794.